# Zasadowy salicylan bizmutawy
Zasadowy salicylan bizmutawy (farm. Bismuthum subsalicylicum, Bismuthum salicylicum basicum, Bismuthum oxybenzoicum, Bismuthi subsalicylas) – związek bizmutu trójwartościowego.
Podobnie jak zasadowy azotan bizmutawy, zasadowy węglan bizmutawy, dermatol, kseroform i wiele innych połączeń bizmutowych znalazł zastosowanie w lecznictwie jako środek ściągający, przeciwzapalny, odkażający, wysuszający oraz złuszczający. Stosowany był często w leczeniu chorób przewodu pokarmowego, m.in. w chorobie wrzodowej żołądka i dwunastnicy, nieżytach żołądka i jelit – często w połączeniu z innymi środkami, m.in. salolem, suchym wyciągiem z pokrzyku wilczej jagody, chlorowodorkiem chelidoniny.
Dawniej używany był także jako środek przeciwkiłowy (w postaci 10% zawiesiny olejowej do wstrzyknięć domięśniowych). Obecnie związek jest rzadko stosowany w lecznictwie – w gastroenterologii i miejscowo w dermatologii (pod różnymi postaciami leku recepturowego – maści, pasty, papki, zawiesiny etc.)
PREPARATY:
- Bismuthum subsalicylicum subst. do receptury aptecznej 100 g i 1 kg / A.C.E.F. Sp.a. Włochy.